# جيوشيفو
جيوشيفو (بالبلغارية: Гюешево)‏ هي قرية تقع على الحدود الغربية لبلغاريا، تتبع القرية لبلدية كيوستنديل في مقاطعة كيوستنديل. ينخفض عدد سكان القرية باستمرار حتى وصل سنة 2010 إلى 258 نسمة. وتقع القرية على الحدود مع مقدونيا الشمالية، وتشكل القرية أهمية كبيرة لوجود ثلاث نقاط تفتيش حدودية. والقرية آخر محطة للقطار القادم من صوفيا، وتكمن أهمية خط سكة الحديد الواصل للقرية لربط العاصمة البلغارية صوفيا مع إسكوبية عاصمة مقدونيا الشمالية، لكن لم يتم اكمال الخط الحديدي من جهة مقدونيا الشمالية.

## التسمية
أطلق الاسم على القرية منذ سنة 1570، ويُعتقد أن الاسم مشتق من الاسم الديني «جورج» وأضيف له اللاحقة نادرة الاستخدام «وشي»، التي تستخدم بألقاب منها "Dobresh"، "Radesh".‏

## تاريخ وجغرافيا القرية
بنيت أول مدرسة في القرية سنة 1888، ولأهمية سكة الحديد في المنطقة كونها منطقة حدودية تم بناء محطة سكة الحديد سنة 1910. وتوجد في القرية ضريح يخلد ذكرى الجنود البلغار اللذين سقطوا في حروب البلقان والحرب العالمية الأولى، كما بني مركز بروسفيتا المجتمعي سنة 1921. تقع القرية على جبل أوسوجوفو على ارتفاع 1,016 متر فوق سطح البحر.